# 中国国際貿易センター第三期
中国国際貿易センター第三期（ちゅうごくこくさいぼうえき-センター-だいさんき）は中華人民共和国北京市朝陽区に位置する超高層ビル。略称は国貿三期。

## 概要
北京の新たな都心である北京CBD（北京商务中心区）内の、建国門外大街と東三環路の交差点に面する中国国際貿易センター（中国国际贸易中心、The China World Trade Center、通称・国貿）に位置する。地上74階建て・地下4階建てで、エレベーター30基を数える。このビルは1985年から建設が進んできた国貿センターの第3期にあたり、2005年から建設され、2007年10月29日に地上330メートルまでの棟上が行われた。2009年初頭に竣工した。デザインはアメリカ合衆国のスキッドモア・オーウィングズ・アンド・メリルによる。
ビル内部はオフィスと5つ星級のホテル270室、1600席の大ホールが入居し、低層階には商業施設が入り大きなショッピングモール（国貿商城）とも直結しており、地下には大きな駐車場もある。オフィスは1階から55階までを占め、56階から68階まではホテルが入り71階にフロントが設けられている。72階から74階はレストランと展望台になっている。シンドラーグループ製の高速エレベータが最高秒速10メートルで72階までを直結している。
完成当時、北京市内で最も高い超高層ビルであったが、2018年に中国尊が完成し、高さを大幅に抜かれた。